# Banka československých legií
Banka československých legií (též Legiobanka) byl bankovní dům působící na území Československa v letech 1919 až 1955. Sídlila v unikátní rondokubistické budově architekta Josefa Gočára v Praze, Na Poříčí 1046/24.

## BudovaLegiobanky

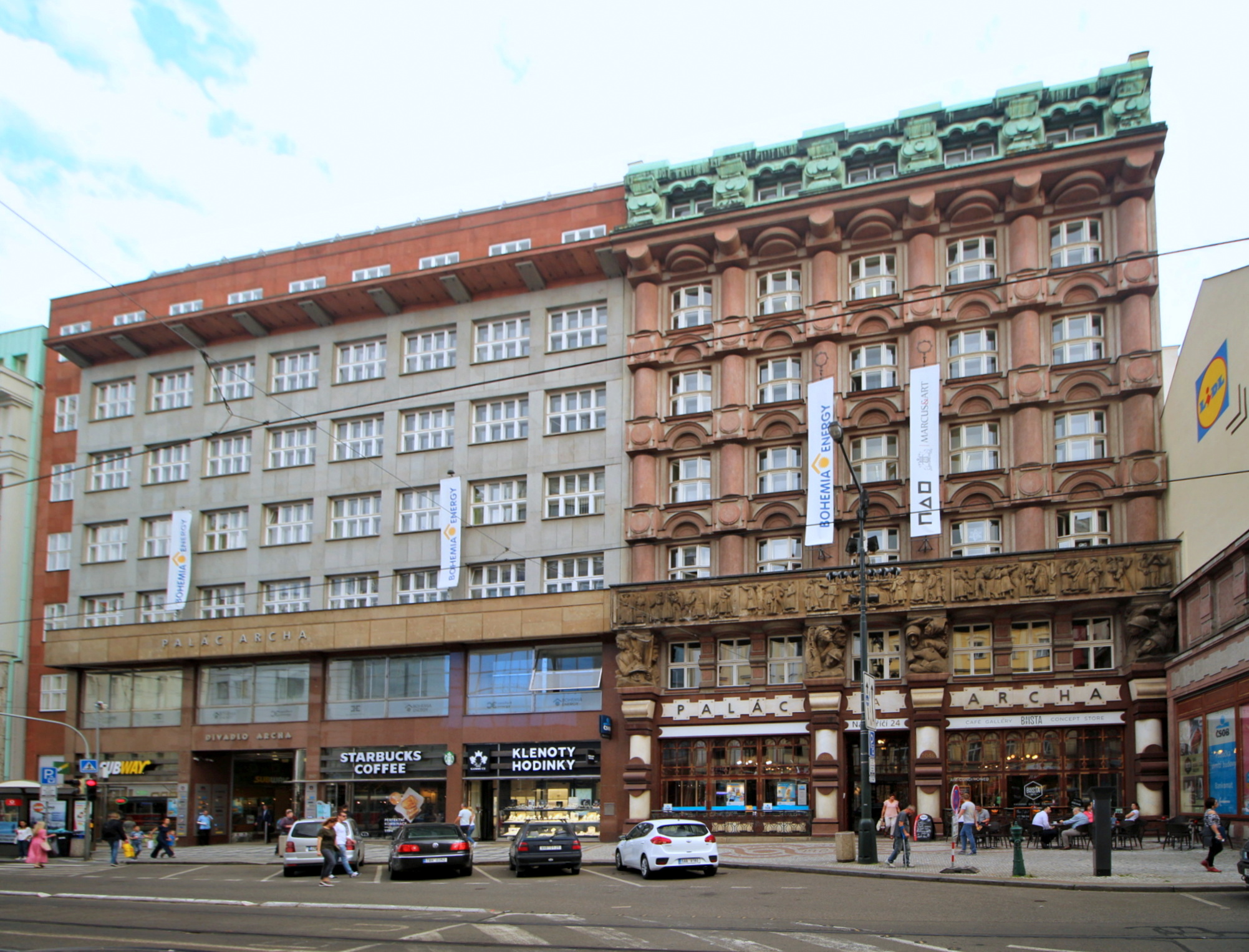
Nový a starý palác Archa

Budova banky československých legií, či prostě jen Legiobanka, je jedinečná svou architekturou, nazývanou také „styl Legiobanky“. Byla navržena architektem Josefem Gočárem a vystavěna v letech 1921–1923 ve slohu rondokubismu. V období druhé republiky v budově sídlila vládní Strana národní jednoty. Budova nazývaná běžně Legiobanka byla v letech 1991–1994 rekonstruována a v současné době je známa pod názvem Palác Archa a s jeho novější částí tvoří jeden blok. Je chráněna jako kulturní památka.

## Banka

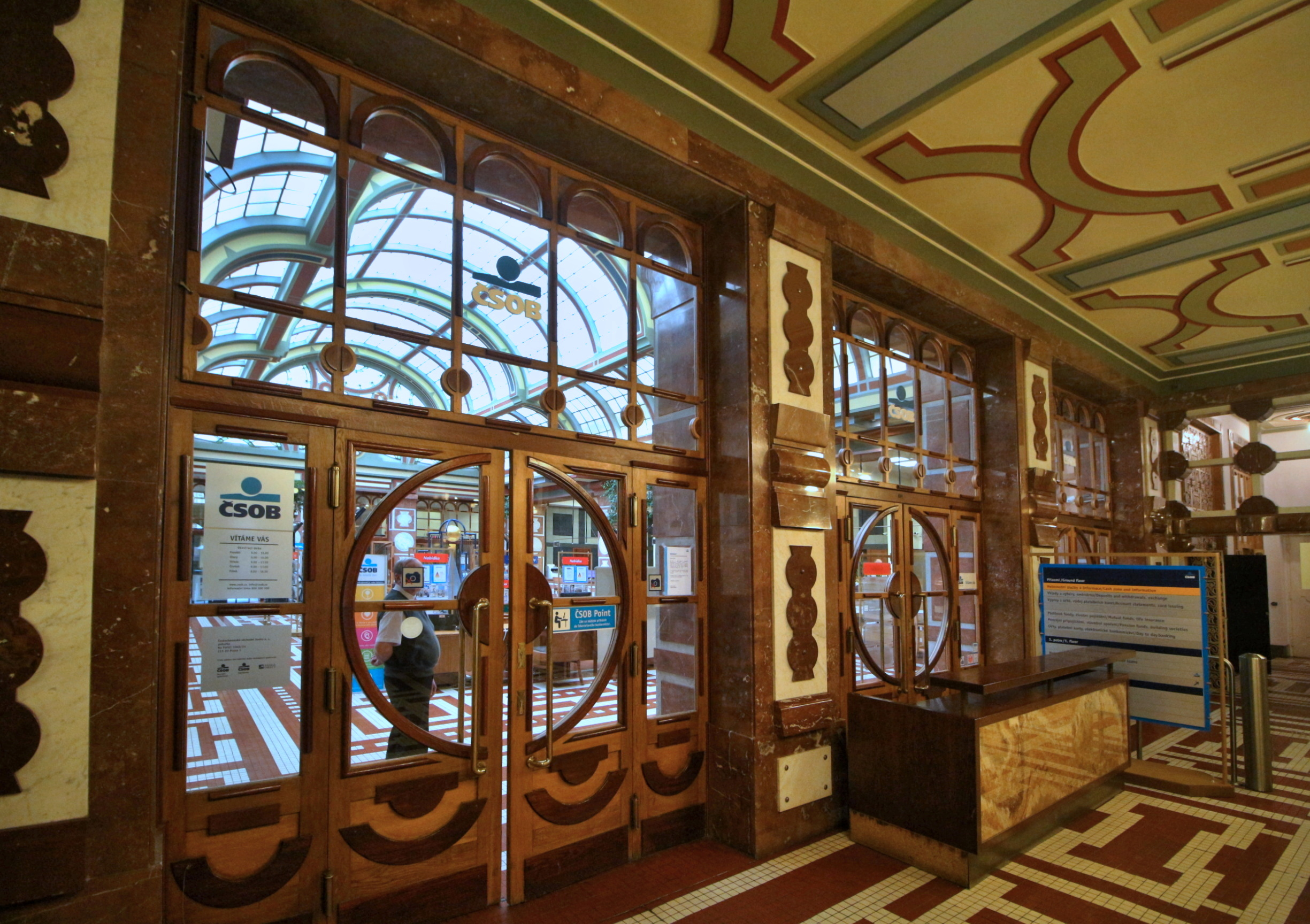
Banka

Banka československých legií vznikla na podzim roku 1919 v ruském Irkutsku rozhodnutím velení československých legií založit finanční a hospodářské centrum legií. Za předchůdce banky lze považovat asi o rok starší Vojenskou spořitelnu, která vznikla rovněž v Rusku. Klíčovou postavou pro vznik obou institucí byl František Šíp, legionářský důstojník odpovědný za peněžní a materiální zásobení zhruba čtyřicetitisícové legionářské armády na Rusi, který se také stal prvním generálním ředitelem banky.
Za první republiky pak byla banka známa především jako Legiobanka. Tehdy patřila ke střední vrstvě československých bank. V období protektorátu bylo v roce 1940 okupačními úřady nařízeno změnit název na Českomoravská banka v Praze. Název nepřipomínající legionáře totiž Němcům vyhovoval lépe. Po roce 1943 pak měla být banka spojena s ústavem Kreditanstalt der Deutschen. Na konci války roku 1945 z tohoto plánu sešlo a banka byla přejmenována na ústav Legiobanka, akciová společnost, avšak již v říjnu téhož roku byla banka znárodněna a po komunistickém převratu o tři roky později v rámci slučování československých peněžních ústavů sloučena se Zemědělskou bankou a později se Živnostenskou bankou v Praze. Za přímého nástupce banky lze tak dnes považovat UniCredit Bank ČR (dříve Živnostenská banka).

## Pensijní spolek
V Praze existoval také Pensijní spolek zaměstnanců Legiobanky, podle vyhlášky ze dne 20. listopadu 1946 byl na seznamu třiceti soukromých pojišťoven, které byly vyjmuté z dekretu o jejich znárodnění.

## Pobočky a zaměstnanci
- dozorčí rada – jejím členem byl před druhou světovou válkou také spisovatel Josef Kudela
- Bratislava – v roce 1925 zde jako účetní úředník pracoval např. Ján Oliva
- Brno – budova Legiobanky byla v Běhounské ulici, na konci druhé světové války se stala sídlem KV KSČ Brno
- Liberec – v letech 1945–1947 zde jako úředník a později zástupce ředitele pracoval spisovatel Karel Fabián
- Praha – budova Legiobanky byla vystavěna v letech 1921–23, je kulturní památkou, po rekonstrukci v letech 1991–94 nese areál název Palác Archa